# Los amores cobardes
Los amores cobardes ('De laffe verliefden') is een Spaanse romantische dramafilm uit 2018 geregisseerd door Carmen Blanco.

## Verhaal
Eva is een grafisch ontwerper. Ze komt terug naar Málaga om de zomervakantie door te brengen. Eva ontmoet er haar moeder, met wie ze een ongemakkelijke relatie heeft, Gema, haar beste vriendin, maar ook haar voormalige vriendje Rubén, met wie ze geen contact meer heeft gehad sinds hij zes jaar geleden hun relatie uitmaakte. Ze zien elkaar vrijwel dagelijks en Eva moet besluiten of ze Rubén een tweede kans biedt. Uiteindelijk zal Eva Rubén deze keer achterlaten als ze Málaga verlaat om elders een volgende stap te zetten in haar ontwerpcarrière.

## Rolverdeling
- Blanca Parés als Eva
- Ignacio Montes als Rubén
- Anna Coll Miller als Gema
- Tusti de las Heras als Clara